# André Danguillaume
André Danguillaume (né le 29 novembre 1920 à Bry-sur-Marne dans la Seine et mort le 24 avril 2004 à Saint-Avertin en Indre-et-Loire,) est un coureur cycliste français, actif dans les années 1940 et 1950. Il totalise plus de 210 victoires sur route, sur piste et en cyclo-cross.
Ses frères Camille, Jean, Roland et Marcel et ses fils Jean-Pierre et Jean-Louis ont également été coureurs cyclistes professionnels,.

## Palmarès
- 1943
  - 3e de Nantes-Les Sables-d'Olonne
- 1946
  - Bordeaux-Angoulême
- 1950
  - Tour de l'Orne :
    - Classement général
    - 2e et 3e étapes